# Carrarese Calcio 1908 2008-2009
Questa pagina raccoglie le informazioni riguardanti la Carrarese Calcio 1908 nelle competizioni ufficiali della stagione 2008-2009.

## Rosa
| N. |                   | Ruolo | Calciatore         |
| -- | ----------------- | ----- | ------------------ |
|    | Italia (bandiera) | C     | Davide Bariti      |
|    | Italia (bandiera) | C     | Mirko Bigazzi      |
|    | Italia (bandiera) | A     | Roberto Bischeri   |
|    | Italia (bandiera) | A     | Luca Bonfanti      |
|    | Italia (bandiera) | D     | Andrea Briotti     |
|    | Italia (bandiera) | C     | Francesco Carrozza |
|    | Italia (bandiera) | A     | Roberto Chiara     |
|    | Italia (bandiera) | C     | Domenico Citro     |
|    | Italia (bandiera) | C     | Fabio Concas       |
|    | Italia (bandiera) | A     | Gennaro Cristaldi  |
|    | Italia (bandiera) | D     | Manuele Del Nero   |
|    | Italia (bandiera) | D     | Marco Dessena      |
|    | Italia (bandiera) | C     | Gabriele Doretti   |
|    | Italia (bandiera) | C     | Giorgio Dughetti   |

| N. |                      | Ruolo | Calciatore           |
| -- | -------------------- | ----- | -------------------- |
|    | Argentina (bandiera) | A     | Hernan Daniel Falco  |
|    | Italia (bandiera)    | D     | Roberto Falivena     |
|    | Italia (bandiera)    | A     | Lauro Florean        |
|    | Italia (bandiera)    | P     | Michele Giarnera     |
|    | Italia (bandiera)    | C     | Ivan Manzoni         |
|    | Italia (bandiera)    | D     | Alessandro Marchetti |
|    | Italia (bandiera)    | A     | Edoardo Micchi       |
|    | Italia (bandiera)    | C     | Christian Pennucci   |
|    | Italia (bandiera)    | C     | Luigi Rinadi         |
|    | Italia (bandiera)    | C     | Umberto Sassarini    |
|    | Italia (bandiera)    | D     | Pietro Sicignano     |
|    | Italia (bandiera)    | C     | Gianluca Spitoni     |
|    | Italia (bandiera)    | C     | Davide Vaira         |
|    | Italia (bandiera)    | C     | Michael Vincenzi     |